# René Rollin
Pour les articles homonymes, voir Rollin.
René Rollin, né le 7 décembre 1907 à Saint-Dizier (Haute-Marne) et mort le 13 septembre 1984 à Saint-Dizier, est un homme politique français.

## Biographie
Fils d'Henri Rollin, député-maire de Saint-Dizier, il lui succède en 1935 à la mairie de Saint-Dizier, après son décès en 1933 dans une catastrophe ferroviaire, et comme député radical de la Haute-Marne aux élections législatives de 1936. Le 10 juillet 1940, il vote les pleins pouvoirs au maréchal Pétain et quitte la vie politique.
Déporté à la fin de la guerre, il reprend peu à peu du service comme conseiller général du canton de Chevillon en 1951, maire de Chevillon en 1959, brièvement sénateur (1972-1974) et président du conseil général (1982-1984) UDF-radical.

## Sources
- « René Rollin », dans le Dictionnaire des parlementaires français (1889-1940), sous la direction de Jean Jolly, PUF, 1960 [détail de l’édition]